# Jules Morvan
Jules Morvan est un architecte français né à Saint-Brieuc le 12 avril 1845 et mort à Saint-Brieuc le 2 mars 1924.

## Biographie
Jules Morvan a été conducteur des ponts et chaussées et membre du conseil des bâtiments civils des Côtes-du-Nord. Il est nommé inspecteur des travaux diocésains de Saint-Brieuc à la place de Théodore Maignan le 20 décembre 1894 contre la candidature d'Augier, ancien élève de l'école des Beaux-Arts et architecte départemental, soutenu par la préfecture. Il a été soutenu par l'évêque Pierre-Marie Fallières qui était opposé au cumul des postes d'architecte départemental et d'inspecteur des travaux diocésains et par l'architecte diocésain Julien Guadet : « L'inspecteur des travaux, dans ses fonctions essentiellement subalternes, doit surtout offrir une honorabilité absolue, apporter un grand soin et une grande vigilance à la surveillance des travaux, bien connaître les matériaux et leur valeur, être versé dans la comptabilité ».

## Principales œuvres

### Restaurations
- cathédrale de Saint-Brieuc : voûtes du chœur et porche du Martray,
- église de Loudéac,
- église de Plumaugat (1896),
- église de Trégrom,
- château de Kéraoul, près de Paimpol,
- château du Val-en-Planguenoual.

### Constructions
- église Sainte-Anne du Cambout (18887)
- église de Saint-André-des-Eaux (1893),
- tour de Notre-Dame de la Cour de l'église de Lantic (1898),
- église de Saint-Éloy près de Belle-Isle-en-Terre,
- église de Saint-Donan (1896),
- construction du transept et du chœur de l'église Saint-Pierre de Saint-Nicolas-du-Pélem (1897),
- construction du clocher de l'église Saint-Pierre-Saint-Paul de Squiffiec (1899),
- église Saint-Juvénal à Saint-Gelven (1904),
- église Sainte-Brigitte de Kermoroc'h (1894) pour laquelle il a fourni les plans,
- église Saint-Pierre de Pleumeur-Gautier (1900) pour laquelle il a fourni les plans,
- presbytère de Trégueux
- presbytère d'Yffinac
- chapelle de la communauté de Broons (1894),
- chapelle du Val-André (1896),
- tombeau de Monseigneur Pierre Fallières (1834-1906), évêque de Saint-Brieuc et Tréguier, dans la chapelle Notre-Dame de la Fontaine, près de l’Oratoire de Saint-Brieuc, cans la cathédrale de Saint-Brieuc,
- anciennes Archives départementales, rue du parc, à Saint-Brieuc,
- hôpital et hospice des Capucins à Saint-Brieuc,
- groupe scolaire de la commune de Saint-Julien.

## Publication
- Histoire et monographie de la cathédrale de Saint-Brieuc, dans Bulletins et mémoires, Société d'émulation des Côtes-du-Nord, 1923, tome 55 , p. 173-221 (lire en ligne)

## Distinction
- Officier d'académie en 1907.